# Scunthorpe United Football Club
Maillots
Actualités
Le Scunthorpe United Football Club est un club de football anglais fondé en 1899. 
Le club est basé à Scunthorpe.

## Repères historiques
Fondé en 1899, le club adopte un statut professionnel en 1912, et rejoint la League en 1950 (Division 3-N).

### Relégations successives (2022-2023)
À l'issue de la saison 2021-2022, Scunthorpe est relégué en National League (cinquième division anglaise).
À l'issue de la saison 2022-2023, Scunthorpe est relégué en National League North (sixième division anglaise).

## D5
À l'issue de la saison 2024-2025, Scunthorpe est promu à la National League (cinquième division anglaise).

## Palmarès et records
- Championnat d'Angleterre de troisième division : 
  - Champion : 2007

## Historique du logo

Ancien logo.
Logo actuel.

## Joueurs et personnalités du club

### Entraîneurs
Le tableau suivant présente la liste des entraîneurs du club depuis 1915.
| Rang | Nom            | Période                 |
| ---- | -------------- | ----------------------- |
| 1    | Harry Allcock  | août 1915-mai 1936      |
| 2    | Tom Crilly     | août 1936-mai 1937      |
| 3    | Harry Allcock  | août 1937-mai 1946      |
| 4    | Bernard Harper | août 1946-mai 1948      |
| 5    | Harry Allcock  | août 1948-juin 1950     |
| 6    | Leslie Jones   | juin 1950-décembre 1951 |
| 7    | Bill Corkhill  | janvier 1952-mai 1956   |
| 8    | Ron Suart      | mai 1956-mai 1958       |
| 9    | Tony McShane   | mai 1958-avril 1959     |
| 10   | Bill Lambton   | avril 1959              |
| 11   | Frank Soo      | juin 1959-mai 1960      |
| 12   | Dick Duckworth | mai 1960-novembre 1964  |

| Rang | Nom             | Période                    |
| ---- | --------------- | -------------------------- |
| 13   | Freddie Goodwin | décembre 1964-oct. 1967    |
| 14   | Ron Ashman      | oct. 1967-juin 1973        |
| 15   | Ron Bradley     | juin 1973-novembre 1974    |
| 16   | Dick Roots      | novembre 1974-janvier 1976 |
| 17   | Ron Ashman      | janvier 1976-mai 1981      |
| 18   | John Duncan     | juin 1981-févr. 1983       |
| 19   | Allan Clarke    | févr. 1983-août 1984       |
| 20   | Frank Barlow    | août 1984-mars 1987        |
| 21   | Mick Buxton     | avril 1987-janvier 1991    |
| 22   | Bill Green      | févr. 1991-janvier 1993    |
| 23   | Richard Money   | janvier 1993-juillet 1994  |
| 24   | David Moore     | août 1994-juillet 1996     |

| Rang | Nom                   | Période                      |
| ---- | --------------------- | ---------------------------- |
| 25   | Mick Buxton           | août 1996-févr. 1997         |
| 26   | Brian Laws            | févr. 1997-mars 2004         |
| 27   | Russ Wilcox           | mars 2004-avril 2004         |
| 28   | Brian Laws            | avril 2004-novembre 2006     |
| 29   | Nigel Adkins          | novembre 2006-septembre 2010 |
| 30   | Ian Baraclough        | septembre 2010-mars 2011     |
| 31   | Alan Knill            | mars 2011-oct. 2012          |
| 32   | Brian Laws            | oct. 2012-novembre 2013      |
| 33   | Russ Wilcox           | novembre 2013-oct. 2014      |
| 34   | Mark Robins           | oct. 2014-janvier 2016       |
| 35   | Andy Dawson (intérim) | janvier 2016-mars 2016       |
| 36   | Graham Alexander      | mars 2016-                   |

### Joueurs emblématiques
- Kevin Keegan
- Peter Beagrie
- Ray Clemence
- Richard Hall
- Chris Hope
- Tony Ford
- / Reuben Noble-Lazarus